# Haselünner Wacholderhain
Koordinaten: 52° 39′ 32,4″ N, 7° 29′ 52,8″ O

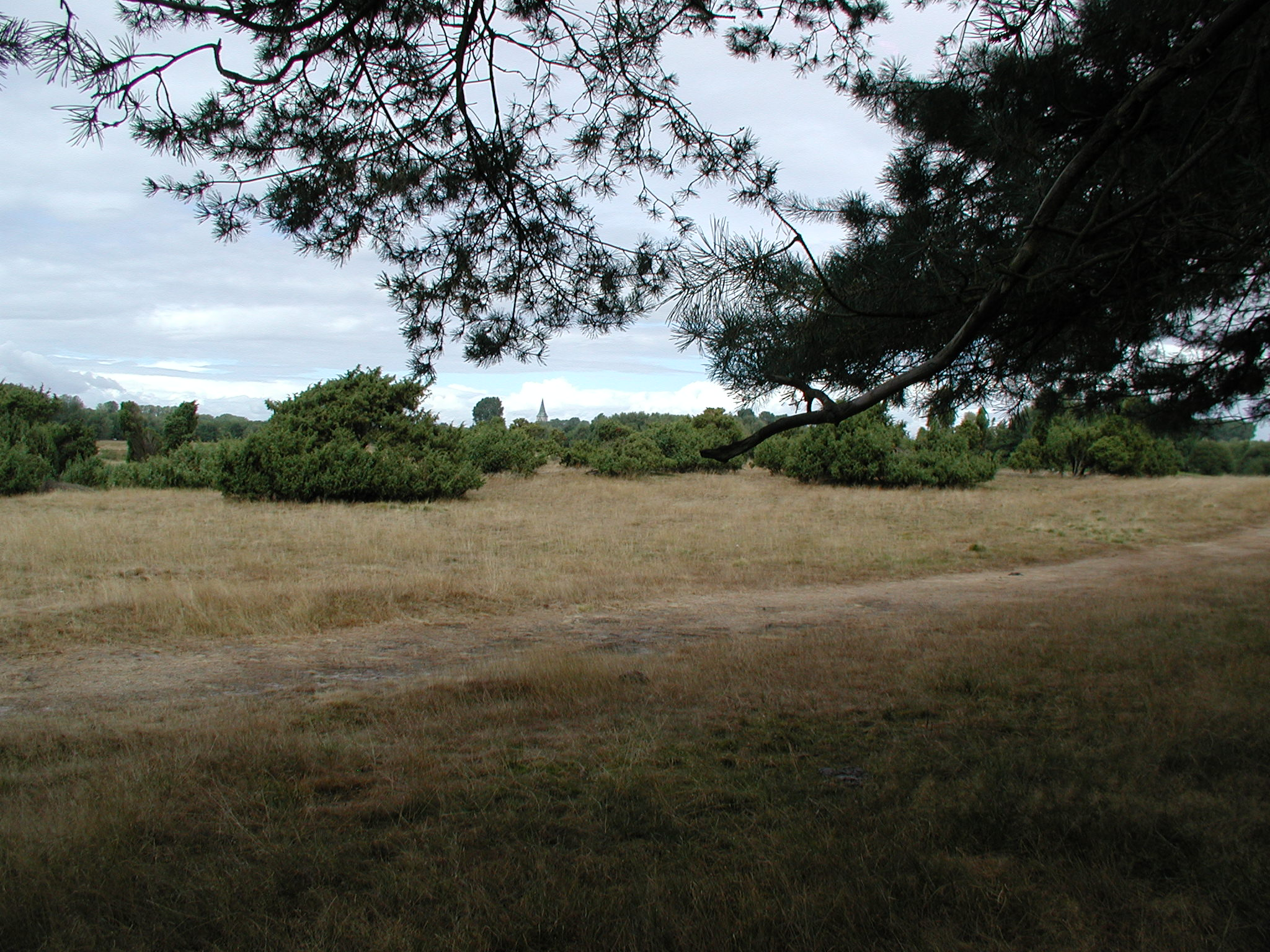
Wacholderhain – Blick auf Haselünne

Der Haselünner Wacholderhain ist ein 36 ha großes Gebiet am Rand der Stadt Haselünne im Emsland. Es ist Teil des 72 ha großen, 1999 deklarierten, ehemaligen Naturschutzgebietes „Haselünner Kuhweide“, das seit dem 1. Juli 2017 Bestandteil des neu ausgewiesenen Naturschutzgebietes „Natura 2000–Naturschutzgebiet in der unteren Haseniederung“ ist.

## Wacholderhain

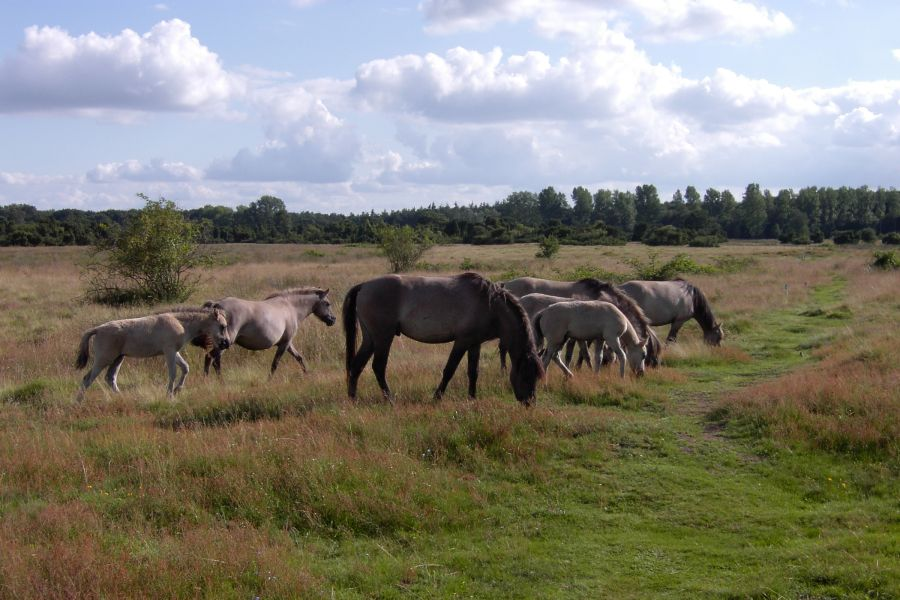
Tarpan-Abbildzüchtung auf den weiten NSG-Flächen

Das Gebiet wird seit dem Mittelalter als Weide genutzt. Hierdurch wird gezielt die Bildung von Wald verhindert, da sonst der Wacholder verdrängt würde.
Durch die neuerlich eingeführte Beweidung durch schottische Hochlandrinder erhofft man sich eine anhaltende „Pflegewirkung“. Bei entsprechend austariertem Bestand sind die Rinder in der Lage, eine fortgeschrittene Verbuschung aufzuhalten. Das nicht selektierende Fressverhalten dieser Tiere ist insofern vorteilhaft, als auch Pflanzen wie Disteln, Schlehen, Erlen, Binsen, Schilfgräser und Holunder als Nahrung dienen. 
Der Haselünner Wacholderhain hat – wie andere auch – mit dem bestandsbedrohenden Phänomen zu kämpfen, dass seit Jahren keine Jungpflanzen mehr aufkommen. Man hofft, dass die Beweidung die Lebensbedingungen für Keimlinge entscheidend verbessern kann.
Auf dem Areal befindet sich auch eine Herde „Tarpan“-Pferde (Abbildzüchtung).
Unmittelbar an die letzten Stadtausläufer Haselünnes anschließend, beginnt der den Naturpark umgebende Mischwald mit Eichen, Erlen, Birken und Kiefern. Eine natürliche Begrenzung erhält der Park durch das im Bogen verlaufende Flussbett der Hase. Wacholder wächst hier nicht nur vereinzelt, sondern auch in lichten Hainen und dichten, kaum zu durchdringenden Hecken. 
Diese naturbelassene Verbindung von Wiesen, den Altarmen der Hase, sumpfigen Niederungen und sandig-trockenen Heideflächen stellt eine einmalige, parkähnliche Landschaft dar. Das Gebiet ist durch einen Naturlehrpfad für Besucher erschlossen. 

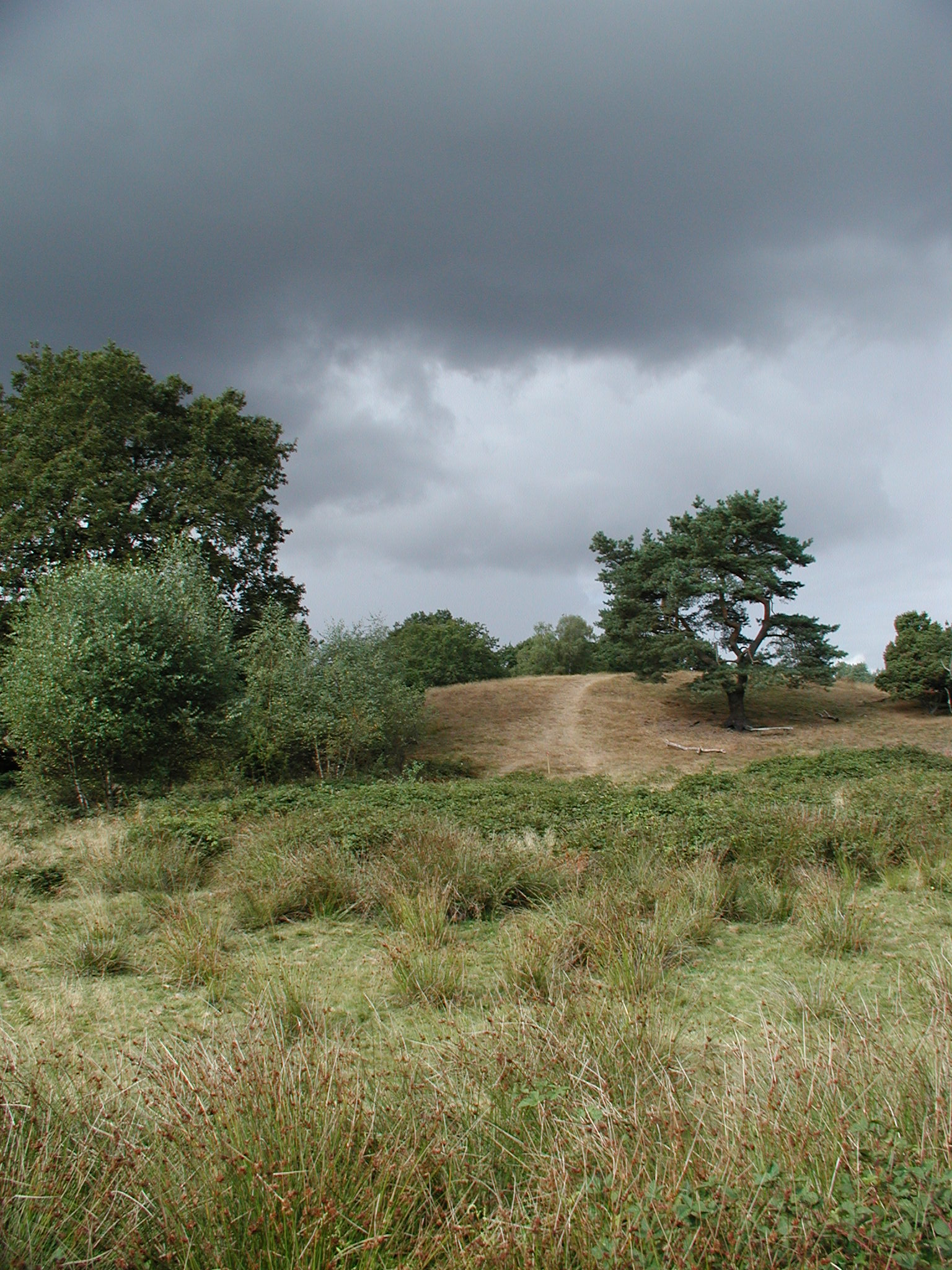
Detail
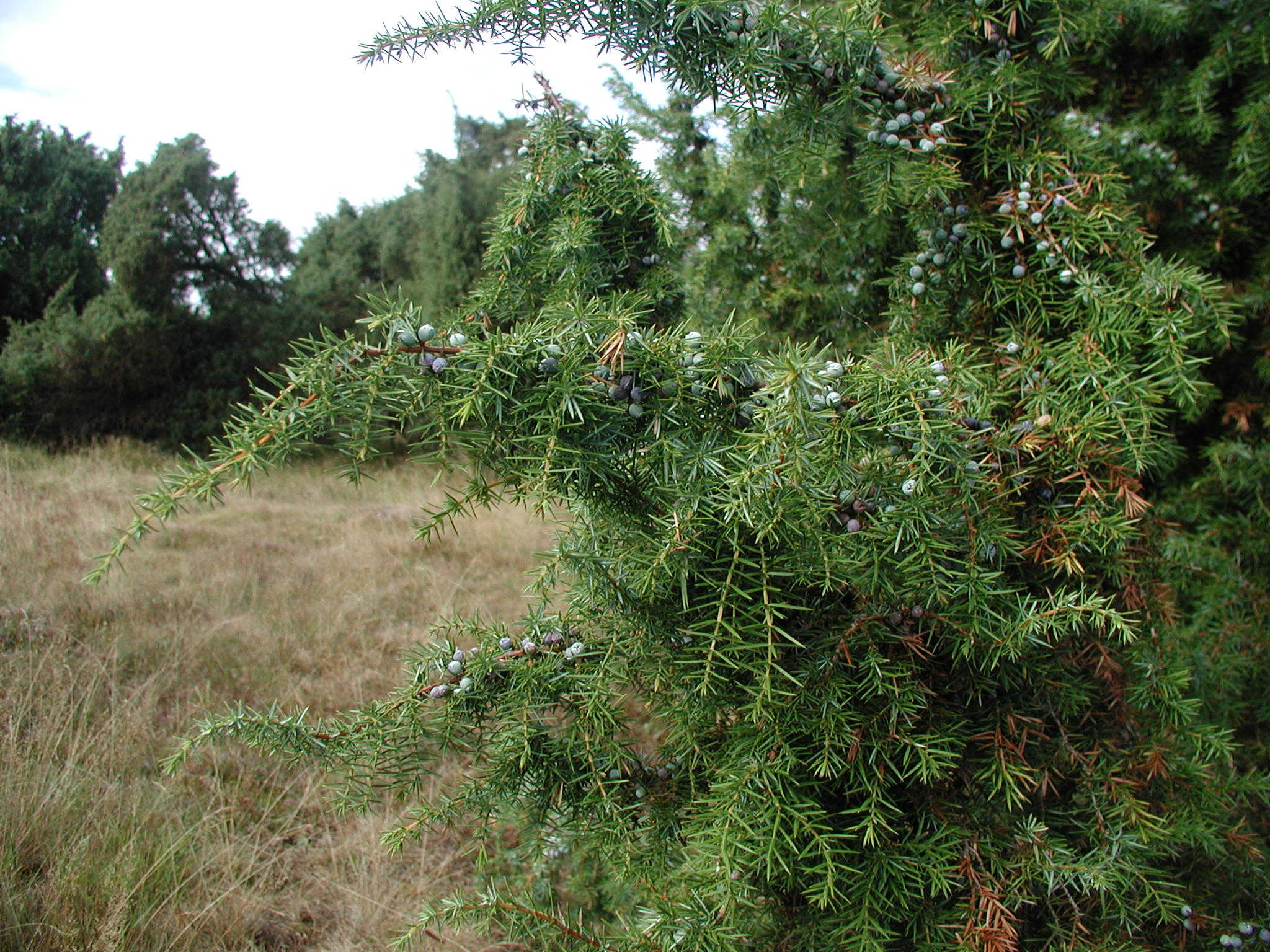
Fruchtstand des Wacholders

Volkstümliche Namen des Wacholders sind Wachelduren, Jachelbeerstrauch, Reckholder, Machandel, Kranewitt und Kaddig. Haselünnes Spirituosenhersteller wissen den „Rohstoff Wacholder“ in ihrer Nähe schon von alters her zu schätzen und zu nutzen.

## Flora Haseauen
- Wacholder (Juniperus communis)
- Besenheide (Calluna vulgaris)

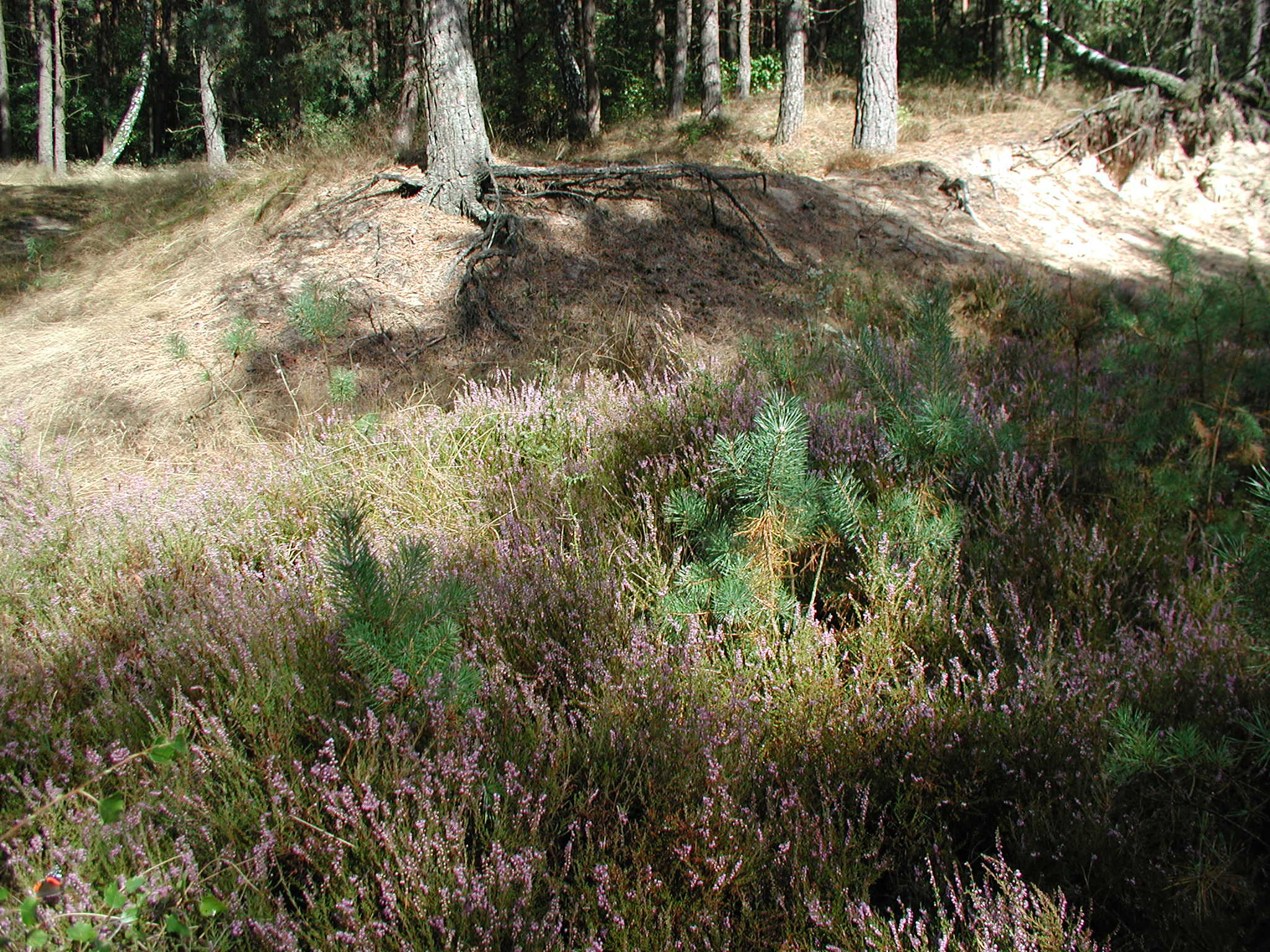
Unterholz und Besenheide

Mischwald mit starkem Anteil an Kiefern (Pinaceae)
Der Wacholderhain ist von einigen Flutrinnen durchzogen, welche zahlreiche Wasserpflanzen beherbergen. So findet man unter anderem:
- Das Pfeilkraut (Sagittaria sagittifolia)
- Igelkolbengewächse (Sparganiaceae)
- Wasserfenchel (Oenanthe aquatica)
- Wasserfeder (Hottonia palustris)

## Haseauenrevitalisierung

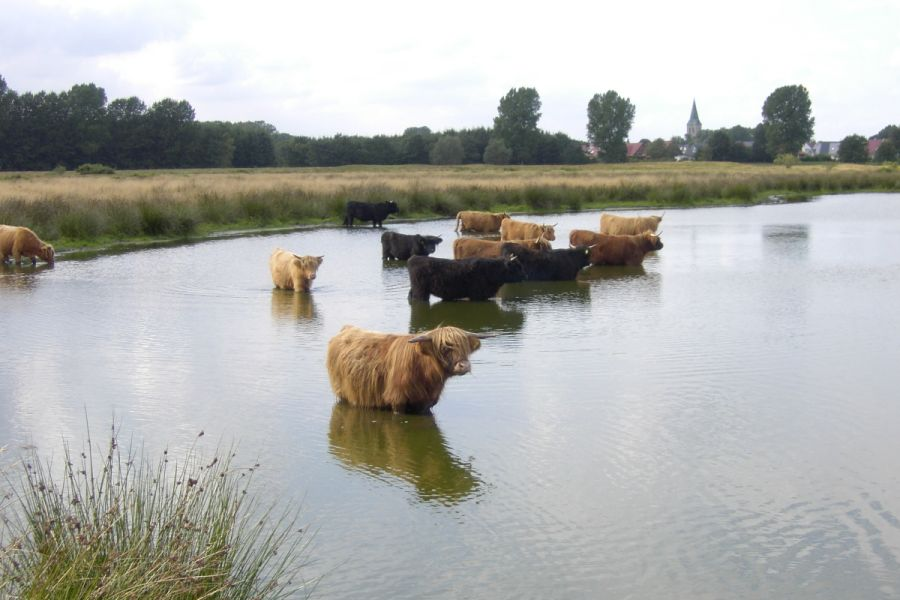
Schottische Hochlandrinder im Naturschutzgebiet

Um die Hase und ihre Aue langfristig naturnah zu entwickeln und zu erhalten, ist im Jahr 1997 von den Landkreisen entlang der Hase und der kreisfreien Stadt Osnabrück der Verein zur Revitalisierung der Haseauen e.V. gegründet worden.
Im Unteren Hasetal, in einem Flussabschnitt zwischen Haselünne und Meppen soll sich nach Abschluss der wasserbaulichen Maßnahmen, die im Rahmen eines seit 1998 laufenden E+E-Projektes durchgeführt wurden, wieder eine typische Auenlandschaft entwickeln. Durch die Rückverlegung der Deiche entstand ein Retentionsraum, in den sich die jährlichen, saisonalen Hochwasser der Hase ausbreiten können. Dadurch bleiben die weiter abwärts liegenden Gebiete der Flussniederung vor Überschwemmungen verschont. Die so geschaffenen, flussnahen Überflutungsflächen bieten nun die Möglichkeit zur Entwicklung einer Auenlandschaft mit der für diesen Landschaftstyp charakteristischen Flora und Fauna.

## Fauna
Es wurde begonnen, weitere Säugetierarten wieder anzusiedeln – die Sumpfmaus (Microtus oeconomus) und den Europäischen Nerz (Mustela lutreola). Zu Beginn der 1990er Jahre wurde an diesem Flussabschnitt der Hase auch der Eurasische Biber (Castor fiber albicus) mit Erfolg wieder angesiedelt.

## Literatur

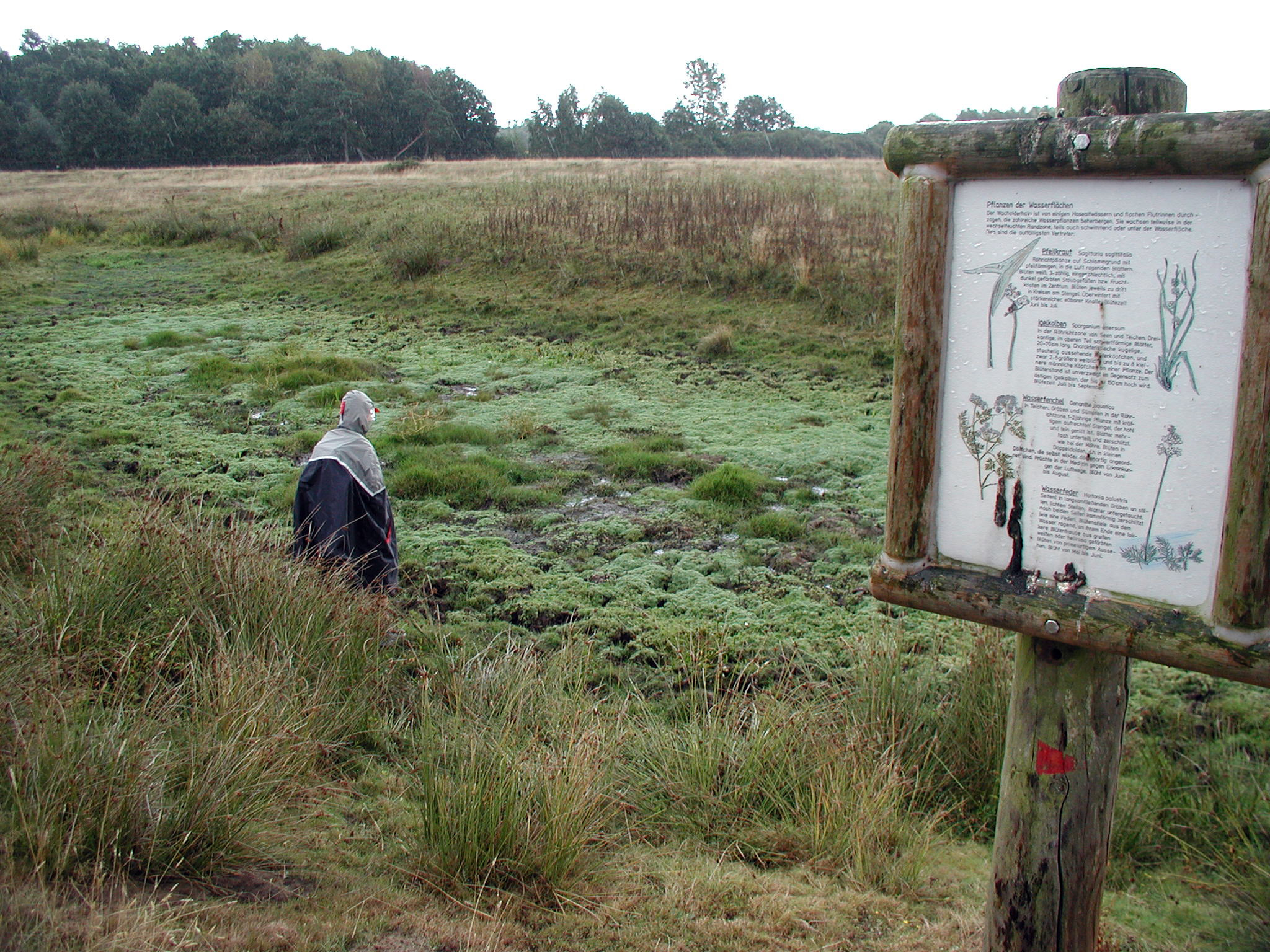
Infotafel zur Flora am Lehrpfad